# Château du Bois Saumoussay
Le château du Bois Saumoussay est un château situé à Chacé, en France.

## Localisation
Le château est situé dans le département français de Maine-et-Loire, sur la commune déléguée de Chacé, membre de la commune nouvelle de Bellevigne-les-Châteaux. Plus précisément, il est situé au sud du hameau de Saumoussay (qui dépend en partie de la commune déléguée de Chacé et, pour la grande partie, de la commune déléguée de Saint-Cyr-en-Bourg).

## Description
Ce manoir du XVIe siècle est une propriété privée.
C'est un logis-porche au centre d'une cour carrée délimitée par des courtines qui comportaient trois tours d'angle quadrangulaires, au nord-ouest, au nord-est et au sud-est. Le site a fait l'objet d'une fouille archéologique partielle en 2007, qui a permis d'attester la présence de la tour sud-est. En revanche il ne paraît pas avoir existé de tour au sud-ouest.

## Historique
Le lieu est mentionné dès le XIIIe siècle. Dès le XIIIe siècle ou le XIVe siècle, la cour du manoir médiéval était ceinturée d'un mur qui a structuré le site dans les siècles suivants.
Au XIVe siècle, la terre de Saumoussay donnait son nom à une famille chevaleresque, alliée à celle de Maillé. Elle passa au XVe siècle à la famille Prévost puis au XVIe siècle à la famille de Laval. C'est sans doute à cette époque qu'a été érigé un corps de logis.
La terre de Saumoussay  a été achetée en 1572 par la famille de Maillé.  A cette époque, le site a été fortement remanié et une tour a été construite à langle sud-est.
Saumoussay fut acquis par échange en 1682  par Thomas Dreux, comme le reste de la seigneurie de Brézé et fut ainsi réunie au marquisat de Brézé.
L'édifice est classé au titre des monuments historiques en 1970. Sont protégés : la façade et les toitures du logis seigneurial, les deux tours d'enceinte subsistantes, le portail nord-ouest et la porte sud-est.